# Soalheira
Soalheira ist eine Gemeinde (Freguesia) im portugiesischen Kreis Fundão. In ihr leben 852 Einwohner (Stand 19. April 2021).